# Spiraeanthemum katakata
Spiraeanthemum katakata är en tvåhjärtbladig växtart som beskrevs av Berthold Carl Seemann. Spiraeanthemum katakata ingår i släktet Spiraeanthemum och familjen Cunoniaceae. Inga underarter finns listade i Catalogue of Life.